# Pachyzoon atlanticum
Pachyzoon atlanticum är en mossdjursart. Pachyzoon atlanticum ingår i släktet Pachyzoon och familjen Pachyzoontidae. Inga underarter finns listade i Catalogue of Life.